# محمد زكي عبد المتعال
محمد زكى عبد المتعال (1906 - 1992) هو سياسي مصري، شغل العديد من المناصب السياسية، شغل منصب وزير المالية أكثر من أربع مرات.

## حياته ونشأته
ولد محمد زكى عبد المتعال سيد إبراهيم محمد حسين بقرية الدوير مركز صدفا سنة 1906 ويقال عام 1904، وهو من عائلة المسايكة التي ينتمي جدها الأكبر إلي الأمويين، والده عبد المتعال سيد الدويري الرئيس بالقضاء الشرعي المصري، ونظرا لكثرة سفر الوالد فقد اتخذ منزلا ثابتًا للأسرة في حي الأزهر بالقاهرة، حصل علي شهادة إتمام الدراسة الثانوية من مدرسة السعيدية بالجيزة، تخرج في كلية الحقوق جامعة القاهرة (فؤاد الأول حينها) سنة 1926، حصل علي بعثه من الحكومة المصرية للحصول علي الدكتوراه في القانون من جامعة السوربون في فرنسا، وحصل علي أربع دبلومات في القانون العام والقانون الخاص والاقتصاد والقانون الجنائي، ثم درجة الماجستير في التنظيم القانوني لجرائم النشر، حصل علي دكتوراه الدولة في القانون من السوربون بباريس وكان موضوع رسالته دراسة اقتصادية تاريخية قانونية عملية لتطوير نظم البورصات في مصر .
تزوج من إقبال فهمى أبنة علي باشا فهمي سنة (1951 الي 1959)، كان له فيلا خاصة تبرع بها لحزب العمل، تزوج من جاكلين خياط.

## مسيرته
- اعتقال مع سياسيين آخرين ثم أفرج عنه واستدعي للشهادة في محاكمات الثورة.
- دعته المملكة السعودية لتولي تطوير النظم المالية بها وانجاز أول ميزانية وإصدار العملة النقدية، وبقي شهرين هناك ثم عاد إلي مصر.
- اشتغل بالمحاماة وابتعد عن السياسة تمامًا ومثّل الكثير من الشركات.
- اعتقال مرة أخري هو وغيره من السياسيين القدامي وذلك بعد هزيمة 1967م ثم أفرج عنه دون توجيه أي اتهام.
- كتب سلسلة مقالات في جريدة الأهرام ينتقد فيها سياسة الرئيس / السادات الاقتصادية في الانفتاح غير المدروس فصدر قرار شمل عددا كبيرا من قدامي الوزراء وهو منهم بعزلهم سياسيا.
- استمر في ممارسة مهنة المحاماة ورفض كتابة مذكراته.
- أسس مكتب محاماة في عام 1962 ، واتخذ المكتب شكل الشركة المدنية المهنية للمحاماة والعقود والاستشارات وكان مكونًا من نخبة من المحامين، المستشارين القانونيين وخبراء التحكيم المتخصصين في شتى فروع القانون.[4]
- اعتقل سنة 1952، واعتقل مرة أخري عقب الانفصال بين مصر وسوريا وأودع السجن الحربي ثم سجن القناطر الخيرية، اعتقل للمرة الثالثة بعد نكسة 1967، وكان ضمن الذين عزلهم الرئيس السادات سياسيًا باعتبارهم من العهد الملكي.

## مناصب
- مستشار بمجلس الدولة.[5]
- عضو هيئة التدريس بكلية الحقوق.
- عميد كلية الحقوق جامعة الإسكندرية، وكان أول مصري يشغل هذا المنصب.[6]
- عين عضوًا بمجلس الشيوخ.
- محاميًا بالنقض وعلي دراية واسعة بشئون مجلس الدولة ومجلس الوزراء ووزارة الزراعة والتموين.
- وزير المالية في 12 يناير 1950م في وزارة النحاس (باشا)، وكان النحاس (باشا) يصفه بالاقتصادي البارع .[7]
- وزارة المالية في عهد فاروق الأول ملك مصر والسودان في 27 يناير 1952م في وزارة علي (باشا) ماهر.
- الوزارة الثالثة في وزارة نجيب الهلالي (باشا).
- الوزارة الرابعة يوم 22 يوليو 1952م لمدة يوم واحد.
- كان أصغر وزير في مصر، فلم يتعد سنه الأربعين عندما تولي الوزارة أول مرة.

## مؤلفاته
• تاريخ النظم الاقتصادية والسياسية والقانونية.
• علم الاقتصاد السياسي في جزئين.
• علم المالية العامة والتشريع المالي في جزأين.

## سيرته
كانت له مواقـف قبل تعيينـه في بورصة القطن، ففي أواخر سنة 1950، حاول زكي أن يتصدى لعمليات المضاربة في بورصة القطن، اضطر إلى وقف المعركة في منتصف الطريق، فقد تصور في البداية أن كبار المُضاربين هم أنسباء زعيم الوفد وأصهاره أو وكلاء سكرتير الوفد وأصدقاؤه، وبالتالي فإن التصدي لهم مُباح، لكنه لم يلبث أن اكتشف أن «إلياس أندراوس» (باسم الخاصة الملكية) هو أكبر المضاربين، ومعنى ذلك أن المضي في الطريق إلى منتهاه مستحيل، وبدأ زكي يتراجع، وكذلك فإن ما كان يسمي في ذلك الوقت حزب الدكاترة أُصيب بأول صدمة.

### مواقفه إبان العهد الملكي
كان زكي جريئا في الحق معتزًا بنفسه، قد كان
- عند تقلده أول منصب وزاري وكان يحمل لقب بك رفض الملك منحه لقب باشا لأنه أبلغ رئيس الوزراء أنه عند حلف اليمين لن يقبِّل يد الملك لأنه لا يقبل إلا يدًا واحدة وهي يد والده.
- عند تقلده الوزارة وجد أن شركة السكر المصرية التي كان يرأسها عبود باشا مدينة بملايين الجنيهات رسوم مستحقة فطالب بها فأرسل له عبود باشا شيكًا لحامله مسحوبًا علي بنك في انجلترا بمبلغ مليون جنيها إسترلينيا فاستشعر الدكتور عبد المتعال شبهة فساد فقام بالتهديد بإبلاغ النائب العام ما لم تسدد الشركة كامل مديونيتها المتأخرة للخزانة العامة فقامت شركة السكر علي الفور بسداد المديونيات فورا تفاديا للفضيحة.

• رفض طلب الملك تخصيص أموال لإعادة ديكور يخته الخاص فخر البحار.
• طالب الحكومة البريطانية بسداد ديون الحرب المستحقة للحكومة المصرية والتي كانت تزيد قيمتها عن 500 مليون جنيها إسترلينيا ونجح في المفاوضات واسترد الأموال وكوّن بها احتياطي الذهب للعملة المصرية.

## جوائز وأوسمة
- منح وسام العلوم والفنون من الطبقة الأولي في احتفال كلية الحقوق جامعة القاهرة باليوبيل الذهبي لإنشائها.

## وفاته
توفي محمد زكي عبد المتعال عام 1992، ودفن بالقاهرة.